# كالاشيبيتا
كالاشيبيتا (بالإيطالية: Calascibetta)‏ هي بلدية في مقاطعة إنا في صقلية الإيطالية.

## السكان
في سنة 1861 بلغ عدد السكان 5٬458 نسمة، وتطور العدد ليصل في سنة 2011 لـ 4٬628 نسمة.
يظهر هذا المخطط البياني تطور النمو السكاني لـ كالاشيبيتا

## أعلام
- بيترو الثاني ملك صقلية